# Gospodarz (województwo łódzkie)
Gospodarz – wieś w Polsce położona w województwie łódzkim, w powiecie łódzkim wschodnim, w gminie Rzgów.
Do 1953 roku istniała gmina Gospodarz. W latach 1954–1956 wieś należała i była siedzibą władz gromady Gospodarz, po jej zniesieniu w gromadzie Rzgów. W latach 1975–1998 miejscowość administracyjnie należała do ówczesnego województwa łódzkiego.
Przez wieś przebiega szosa Pabianice – Rzgów. Wieś znana jest z wielu szwalni i hurtowni tkanin obsługujących pobliskie centra handlowe.